# ラシュスコ舞曲
ラシュスコ舞曲（チェコ語: Lašské tance）は、レオシュ・ヤナーチェクの成熟期の幕開けを告げた作品である。1888年から1890年にかけて成立した（1889年の作曲とも言われる）。当初は《ヴァラシュスコ（Valašsko）舞曲》と題されていたが、後に現在のように改称され、作品の由来となった地域ラシュスコ（Lašsko）を特定することとなった。この曲集のうち、最後の2曲をピアノ独奏用に編曲し、さらに1892年ごろに新曲〈エイ・ダナイ〉を付け加えたものが、ピアノ曲集《3つのモラヴィア舞曲》である。

## 楽曲構成
1. 昔の踊り 第1番（Starodávný）は、陽気な3/4拍子に始まるが、急に変化して、第1ヴァイオリンの奏でる最初の旋律が導き出される。この旋律はラシュスコの2つの舞曲、「回旋する踊り」と「リボンの踊り（または棍棒の踊り）」に基づいている。開始の旋律の後、「リボンの踊り」の後半で、曲は2/4拍子のアレグロになる（これはモラヴィアの民族音楽の特色である）。この効果が何度も何度も繰り返されて、ダンスが終結に向かっていく様を描き出してゆく。
2. 祝福の踊り（Požehnaný）では、ヤナーチェクの霊感の由来がどこかを見定めることができる。開始主題が演奏されると、楽章全体を通じて繰り返される。これは、あらゆるモラヴィア舞曲に本質的なものと看做されていた特徴なのである。
3. ふいご（Dymák）は仕事中の鍛冶屋を描き出しており、表拍は熱した鋼鉄に振り下ろされる鎚を模写している。この作品もまた先立つ舞曲以上にかなり加速し、アレグロに始まるがプレスティッシモまで速まって行き、熱気のこもった真剣な作業を示唆するのである。
4. 昔の踊り 第2番（Starodávný II）は、管弦楽法や雰囲気・書法において、ドヴォルザークの影響が明瞭である。旋律そのものはバルトシュの採譜した旋律であるが、開始の舞曲に似るように、いささか手が加えられている。この舞曲は、開始の舞曲に比べてずいぶんと遅く、終始一貫して一定の速度を保って、優雅な曲想を維持し続けるのに役立てている。
5. チェラデンスキー（Čeladenský）はヤナーチェク自身によって、形式や表現だけでなく、様式においても、典型的なチェコ舞曲に厳密に属するものと看做されていた。開始の主題が曲中を通じて反復される形式が再び利用される。曲が進むにつれて最初の主題は第2の旋律に継ぎ接ぎされ、それから2つの別々の旋律が乱闘に加わって、明るく生き生きとした終結部に到達する。
6. 最後に、のこぎり（Pilky）は、農民が冬支度を急いで、すっかり薪を切り倒して集めなければならない様子を表象している。このフィナーレは、まるで別々の3つの部分から構成されている。すなわち、第1部「アンダンテ・コン・モト」が開始の主題であるのに対して、「ピウ・モッソ」と記された第2部は陽気でおどけたダンスである。曲は加速していくが、最初の主題に戻ってテンポも元通りになり、締め括りでクライマックスを築き上げることになる。